# Julienne de Viazma
Pour les articles homonymes, voir Sainte Julienne et Viazma (homonymie).
Sainte Julienne de Viazma est une sainte orthodoxe du XVe siècle, fêtée le 21 décembre. 

## Biographie
Épouse du prince Syméon de la ville de Viazma, elle et son mari durent s'exiler après l'invasion de Smolensk et de sa région par le grand-duché de Lituanie. Le grand-prince Vassili de Moscou leur donna alors la ville de Torjok pour qu'ils s'y installent. Le prince Georges de Smolensk — qui était aussi en exil à cause de l'invasion lituanienne  — tomba à cette époque follement amoureux de la princesse Julienne. Le 21 décembre 1406, il invita les deux époux à une fête au cours de laquelle il fit tuer Syméon, voulant ainsi forcer Julienne à l'épouser. Par amour du Christ et de la vertu, elle refusa toutes les propositions de Georges, qui furieux, la fit tuer. Il fit ensuite jeter son corps dans la rivière Tvertsa,.
Pris de remords, il finit par se retirer dans un monastère où il achèva sa vie dans la pénitence.
Au printemps 1407, un paysan malade vit le corps de la princesse dans la rivière Tvertsa. Il entendit à ce moment-là une voix qui lui ordonna d'aller chercher le clergé de la ville pour recueillir le corps et l'enterrer,.
Le paysan fut alors miraculeusement guéri de sa maladie.
Les reliques de sainte Julienne furent enterrées près de la porte sud de la cathédrale de la Transfiguration de Torjok, où elles ont accompli de nombreux miracles et guérisons, à tel point qu'à la suite de la reconstruction de l'édifice dans les années 1820, une chapelle fut construite dans la cathédrale-même pour accueillir les reliques. Toutefois, en raison de la persécution de l'Église orthodoxe sous le régime communiste, les reliques de la sainte disparurent dans les années 1930.